# Tuc del Caubo
El Tuc del Caubo és una muntanya de 2.570 metres que es troba al municipi de Lladorre, a la comarca del Pallars Sobirà. En el Tuc de Caubo conflueixen la serra de Montamara pel sud, la serra de Costuix per l'oest, i la serra de Canals pel nord.